# Haemorrhage
Haemorrhage — горграйнд/дэт-метал-группа из Испании, образованная в 1990 году. Считается одной из самых известных испанских групп в данном стиле.

## Тематика лирики
В большинстве своём тематика лирики группы не имеет определённой концепции, за исключением альбомов Anatomical Inferno и Morgue Sweet Home, на которых тексты песен складывались в единую историю о докторе Obnoxious. Остальные музыкальные композиции имеют абстрактную лирику патолого-медицинской направленности, отображающей всевозможные реализации больных фантазий. Лирика сплита с группой Impaled 2003 года была посвящена безумию.
По словам гитариста Луизмы, истории песен берутся из реальной жизни, из личного опыта, а также из прочитанных книг.

## Состав

### Действующий состав
- Luisma — гитара, бэк-вокал
- Ramyn Checa — бас
- Fernando Errazquin «Lugubrious» — вокал
- Ana Belen De Lopez — ритм-гитара
- Daniel Rojas Lopez — ударные

### Бывшие участники
- Jose — бас (1990), ударные (1992—1996)
- Emillio — ударные (1990)

## Дискография
- 1992 — Grotesque Embryopathology (демо)
- 1995 — Exhumed / Haemorrhage (сплит с Exhumed)
- 1995 — Scalpel, Scissors and Other Forensic Instruments (промозапись)
- 1995 — Obnoxious / Thy Horned God (сплит с Christ Denied)
- 1995 — Emetic Cult
- 1996 — Grind Over Europe '96 (сплит с Clotted Symmetric Sexual Organ и Dead Infection)
- 1997 — Grume
- 1997 — Damnable / Haemorrhage (сплит с Damnable)
- 1998 — The Cadaverous Carnival (сплит-альбом с Denak)
- 1998 — Surgery for the Dead/I Don’t Think So (сплит с Groinchurn)
- 1998 — Promo Tape '98 (промозапись)
- 1998 — Haemorrhage / Ingrowing (сплит с Ingrowing)
- 1998 — Anatomical Inferno
- 2000 — Scalpel, Scissors and Other Forensic Instruments (сборник)
- 2000 — Haemorrhage / Embolism / Suffocate / Obliterate (сплит с Embolism, Suffocate и Obliterate)
- 2000 — Loathesongs (EP)
- 2001 — Do You Still Believe in Hell? (сплит с Gonkulator)
- 2001 — Reek (сплит Mastic Scum)
- 2002 — Zur Stille Finden / Live In The Morgue (сплит с Depression)
- 2002 — Morgue Sweet Home
- 2003 — Dementia Rex (сплит с Impaled)
- 2004 — Haemorrhage/Denak (сплит с Denak)
- 2004 — Visions from the Morgue (DVD)
- 2005 — Live to Dissect / Tufo de Carne Descompuesta (сплит с Terrorism)
- 2005 — Cut God Out / Feasting On Purulence (сплит с Nunslaughter)
- 2006 — Apology for Pathology
- 2006 — Buried/Furtive Dissection (сплит с Embalming Theatre)
- 2007 — Haematology (сборник)
- 2007 — The Kill Sessions (концертный альбом)
- 2008 — Haemorrhage / Dead (сплит с Dead)
- 2011 — Hospital Carnage
- 2017 — We Are the Gore